# Drag Queen Story Hour
Drag Queen Story Hour (DQSH), Drag Queen Storytime, Drag Story Time en Drag Story Hour zijn evenementen waarbij dragqueens verhalen voorlezen en andere leeractiviteiten organiseren voor kinderen, meestal in de leeftijdscategorie van 3 tot 11 jaar, in openbare bibliotheken over de hele wereld. Het initiatief, bedacht door de auteur en activiste Michelle Tea, begon in 2015 in San Francisco als een manier om leesvaardigheid te bevorderen en aandacht te geven aan diversiteit.
Wat begon als een lokaal project in San Francisco, verspreidde zich over de Verenigde Staten, Europa en andere delen van de wereld. Jonathan Hamilt, medeoprichter van de New Yorkse afdeling, meldde dat sinds juni 2019 DQSH 35 afdelingen in de Verenigde Staten en vijf internationale vestigingen heeft opgericht. 
Ook in Nederland en België worden dit soort evenementen georganiseerd. 